# Таций Андроник
Таций Андроник (на латински: Tatius Andronicus) e политик и сенатор на Римската империя през началото на 4 век по времето на Тетрархията.
През 310 г. Андроник е консул за Изтока заедно с Помпей Проб.
Той става преториански префект на Изтока.